# Mapa de Vinlandia

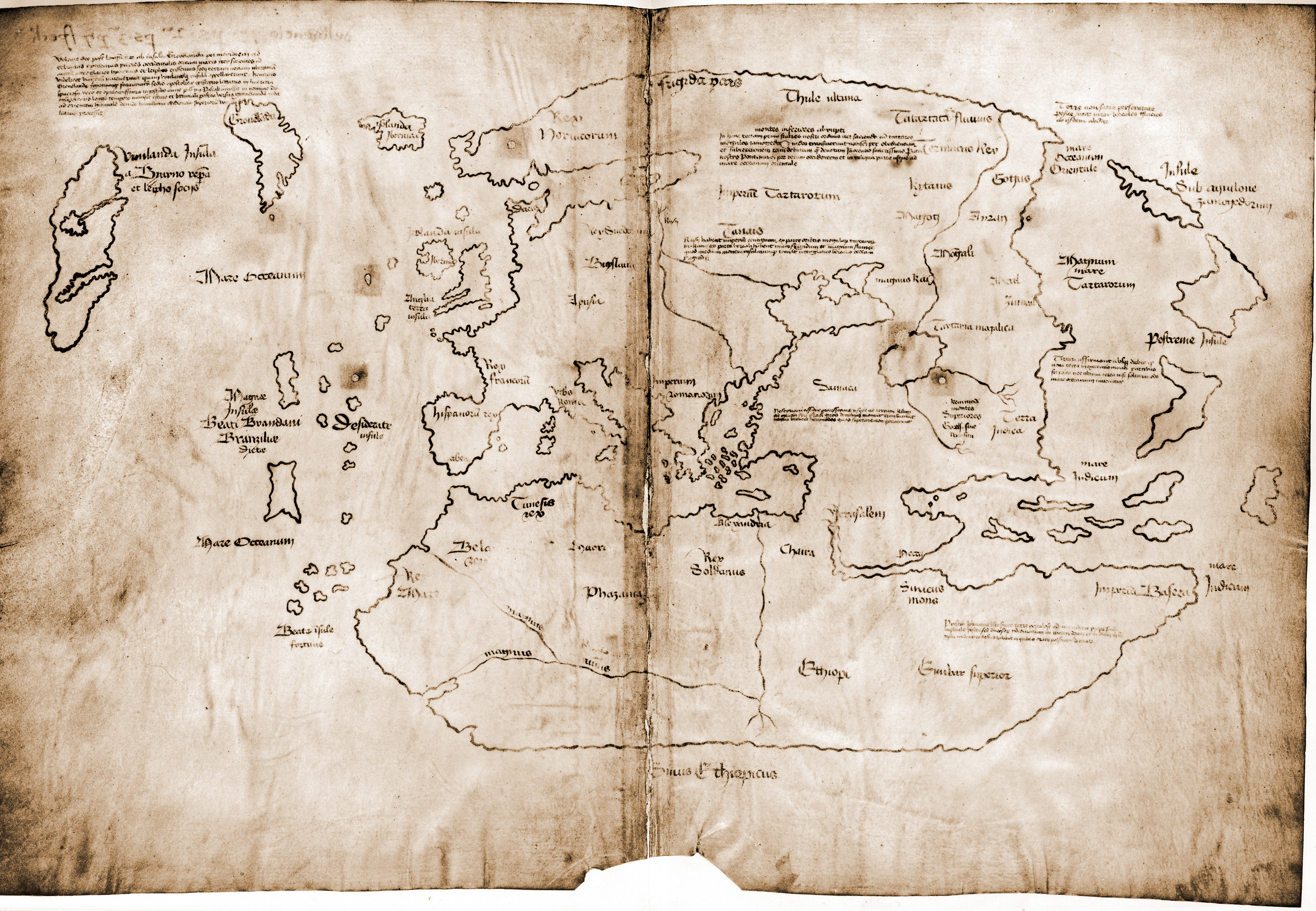
El mapa de Vinlandia.

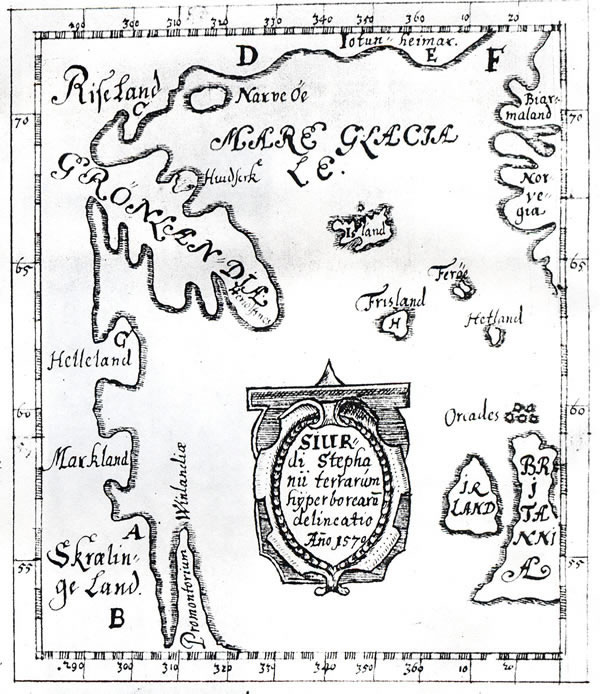
El mapa de las tierras hiperbóreas dibujado por el cartógrafo islandés Siggurdar Stefánsson en 1579, Biblioteca Real de Copenhague. Muestra Groenlandia como una península del continente polar y el «promontorio de Vinlandia» como otra estrecha península del mismo continente, a la altura de Irlanda. Las nociones geográficas que en este mapa se manifiestan, son otro de los argumentos esgrimidos a favor de la falsedad del mapa de Vinlandia.

El mapa de Vinlandia es una posible falsificación muy elaborada que pretendía crear mitos religiosos políticos y raciales, recurriendo en su apoyo a la historia vikinga.  Este mapa ya había sido cuestionado con anterioridad, y mostraría un mapamundi presuntamente del siglo XV, copiado de un original del siglo XIII. Su importancia radicaría en que, además de mostrar África, Asia y Europa, el mapa representa una masa de tierra en el Atlántico llamada Vinlandia y dice que fue visitada en el siglo XI. Su autenticidad comenzó a desmoronarse con base en la tinta con la que fue trazado.
El mapa fue descubierto junto con un códice, el Historya Tartarorum (Historia de los Tártaros), un manuscrito de indudable autenticidad al que en algún momento se le adosó el mapa de Vinlandia. Nos describe la historia y las costumbres de los mongoles y parece ser una versión temprana de las memorias de Giovanni da Pian del Carpine, fraile franciscano que en 1245 hizo un viaje a Karakórum.
El mapa fue descubierto en 1957 y donado por Paul Mellon, empresario estadounidense, a su actual propietario, la universidad de Yale en 1965. El New York Times divulgó que el mapa estaba valorado en 25 millones de dólares. Fue publicado por primera vez en un libro con el nombre de "The Vinland Map and Tartar Relation" (El mapa de Vinlandia y la relación tártara) en 1965.
Entre 1972 y 1974 el mapa fue analizado, y se encontró una línea amarillenta de anatasa, mineral de dióxido de titanio, material muy difícil de encontrar en estado natural. Dicho material comenzó a sintetizarse en 1923, razón por la cual se puso en duda la autenticidad del documento. La alemana Kirstein Seaver fue quien se pronunció fuertemente en contra del documento, incluso planteó que fue elaborado en la década de 1930 y adjudicó la autoría al jesuita Joseph Fischer, que era además profesor de historia en Baviera. 
Poco más de veinte años después en 1995, los investigadores de la Universidad de Yale plantearon la teoría de que la "anatasa" pudo haberse formado durante la elaboración de "tintas férricas" en la Edad Media, por lo que nuevamente se realizaron estudios.
El Instituto Smithsoniano pidió a Douglas McNaughton, físico y experto en cartografía antigua, que analizara la tinta empleada en el mapa, mediante el sistema de datación por radiocarbono. Los resultados de McNaughton concluyeron que tenía una antigüedad aproximada al año 1434, válida exclusivamente para el pergamino. Por otra parte, Robin Clark, profesor de química de la University College de Londres, realizó estudios de la tinta por medio de espectroscopia Raman y concluyó una datación en torno al año 1923. 
Este debate gira en torno a la parte del mapamundi de "Vinlandia", nadie pone en tela de juicio la antigüedad del resto del documento.
En julio de 2009, el profesor Rene Larsen, rector de la Escuela de Conservación en la Academia Real Danesa de Bellas Artes, aseguró que tras un largo estudio de más de cinco años, él y su equipo habían determinado que el mapa era auténtico. Sin embargo, por el momento sus análisis no han sido publicados todavía en ninguna publicación científica.
El gran problema, no obstante, sigue siendo el dibujo de Groenlandia. Es demasiado bueno tal como aparece en el mapa. En el año 982, Erik el Rojo descubrió Groenlandia y se establecieron colonias vikingas en la costa sudoeste, las cuales sobrevivieron hasta cerca de 1400. Esos territorios fueron olvidados hasta la llegada del explorador inglés Martin Frobisher en 1578. Y tampoco conoció más que el extremo meridional. Las costas del norte no se exploraron hasta finales del siglo XIX. En 1892, el explorador estadounidense Robert Peary exploró las costas más septentrionales y estableció que Groenlandia era una isla. Todo esto lo llevó a cabo con extraordinarias dificultades. Y, sin embargo, en el mapa de Vinlandia, supuestamente dibujado al menos cinco siglos antes de Peary, Groenlandia aparece como una isla, y no sólo eso, sino como una isla de forma bastante correcta. Explicar ese "pequeño" detalle es más complicado que datar el mapa.